# Primula minima
Espèce
Primula minima est une espèce de plantes à fleurs de la famille des Primulacées.